# アジアスーパーグリッド

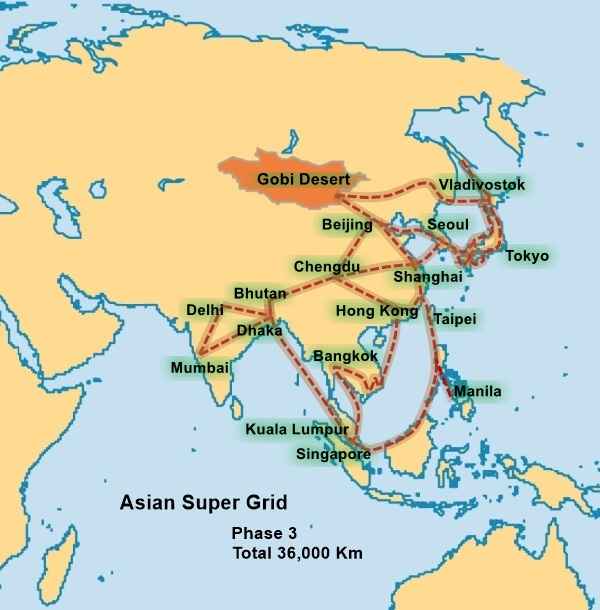
自然エネルギー財団によって提唱されているアジアスーパーグリッドの構想

アジアスーパーグリッド（英語: Asian Super Grid、略称:ASG）は日本、中華人民共和国、韓国、台湾、モンゴルおよびロシアなどを接続する電力網（スーパーグリッド）の構想である。

## 概要
アジアスーパーグリッドは、再生可能エネルギーからの電力を、その電力を世界で最も効率的に発電できる地域から、世界の他の地域にある需要地へ送電するものである。この構想では、1000キロボルト以上の交流電流と800ボルトの直流電流の送電網を数千キロメートルにわたって運用する技術を開発する必要がある。また、10ギガワット以上の容量を持つ送電網を地域・国家・大陸間にわたって相互に接続することを想定している。
計画のコンセプトはソフトバンクグループの創業者かつ代表である孫正義のアイデアに基づいている。2011年の東日本大震災に伴う福島第一原子力発電所事故に大きな衝撃を受けた孫は、同年に再生可能エネルギーの開発と普及を支援する自然エネルギー財団を創設した。
再生可能エネルギーおよび従来の枯渇性エネルギーを組み合わせた様々なエネルギー源をスーパーグリッドに接続することにより、福島第一原子力発電所事故や2011年韓国の大規模停電のような地域の停電リスクを軽減できるとされている。

## 評価

### コスト面での課題
日本国内の送電線新設および増強には通常10年を要する。そのため、ASGの日本周辺における投資回収期間とされる25年に加え、事業期間はさらに長期に及ぶ可能性がある。加えて、日本国内の再エネ拡大・価格下落や新技術登場といった変化により、投資回収に支障が生じると指摘されている。

### 安全保障の観点からの批判
アジアスーパーグリッドが実現した場合、隣国から恣意的に電力輸出が停止されかねないといった安全保障上の懸念が指摘されている。
経済学者・ブロガーの池田信夫は、ASGが実現することで日本の電力網は中国に依存してしまうと批判しており、例えば台湾有事の際に「中国が電力供給を停止して日本を大停電に追い込むこともできるようになる」と指摘している。また、国民民主党の榛葉賀津也は「エネルギー自給率が10％前後のわが国にとり、その安定供給は国の生命線」とした上で「送配電で中国やロシアにコントロールされたらどうするのか。これはまさに国を売る話だ」と強く批判している。